# Josef Klíma (poslanec Říšské rady)
Josef Klíma (18. března 1846 Rejšice – 9. července 1886 Luštěnice), byl rakouský politik české národnosti z Čech, v 2. polovině 19. století poslanec Říšské rady.

## Biografie
Narodil se v Rejšicích, kde studoval u místního kaplana. Pak odešel na náboženské gymnázium v Bohosudově. V kvartě přestoupil na akademické gymnázium v Praze, kde mezi jeho spolužáky byla řada pozdějších českých vlastenců. Roku 1866 odešel po maturitě do svého rodiště a po vykonání vojenské služby převzal po otci správu rodové zemědělské usedlosti, která se v roce 1874 dostala do jeho majetku. Byl starostou okresní hospodářské záložny v Mladé Boleslavi a politického hospodářského klubu v Luštěnicích. Byl také členem okresního zastupitelstva a okresního výboru v Mladé Boleslavi a členem správní rady cukrovaru v Horkách.
Působil jako poslanec Říšské rady (celostátního parlamentu Předlitavska), kam usedl ve volbách roku 1885 za kurii venkovských obcí v Čechách, obvod Mladá Boleslav. Poslancem byl až do své smrti roku 1886, pak ho v parlamentu nahradil Josef Vraný. Ve volebním období 1885–1891 se uvádí jako Josef Klíma, hospodář, bytem Rejšice.
Profiloval se jako stoupenec českého státního práva. Ve volbách porazil oficiálního českého kandidáta a do parlamentu nastoupil jako nezávislý poslanec. Na Říšské radě se připojil k Českému klubu (jednotné parlamentní zastoupení, do kterého se sdružili staročeši, mladočeši, česká konzervativní šlechta a moravští národní poslanci).
Zemřel v červenci 1886, když spáchal sebevraždu. Zastřelil se, když se ve vlaku do Prahy ve stanici Luštěnice střelil do spánku. Příčinou byly podle tisku neuspokojivé majetkové poměry. Jeho bratr Klíma byl pražským bankéřem a rovněž spáchal sebevraždu.

### Poznámka
1. ↑  Podle jiného zdroje'"`UNIQ--ref-00000007-QINU`"' absolvoval sedm tříd gymnázia a vzdělání maturitou nezakončil.